# Captain Mbaye Diagne Medal

Captain Mbaye Diagne Medal

Die Captain Mbaye Diagne Medal ist, neben der Dag Hammarskjöld Medal und der UN-Medaille, eine von drei Auszeichnungen der Vereinten Nationen, die an Personen verliehen wird, die an den internationalen humanitären, militärischen oder polizeilichen UN-Missionen teilgenommen haben. Sie wurde am 8. Mai 2014 gestiftet und ist nach Mbaye Diagne, einem senegalesischen Hauptmann und Militärbeobachter der Vereinten Nationen, benannt.

## Verleihungsvoraussetzungen
Verliehen wird die Medaille, unabhängig von der UN-Medaille, an Personen, die während der Teilnahme an einer UN-Mission in einer extremen Gefahrensituation außergewöhnlichen Mut bewiesen haben.

## Design

Bandschnalle der Medaille

Auf der Vorderseite der goldfarbenen Medaille befindet sich das Emblem der Vereinten Nationen mit dem Schriftzug United Nations, Exceptional Courage, auf der Rückseite der Schriftzug Captain Mbaye Diagne Medal, in the Service of Peace. Das Ordensband ist hellblau-gold gestreift.
Die Bandschnalle, in den Farben des Ordensbandes, hat eine Breite von etwa 3 Zentimeter.